# Nau
Die Nau ist ein 21,1 km langer, linker Nebenfluss der Donau in Baden-Württemberg und Bayern. Ihre beiden Quellflüsse Warme und Kalte Ach entspringen mehreren Karstquellen in Langenau. Östlich der Stadt vereinigen sie sich zur Nau. Die Warme Ach gilt als Hauptquellfluss. Die Nau durchfließt Teile des Donaurieds und mündet bei Günzburg in die Donau.

## Name
Der Name Nau geht auf die indogermanische Wurzel nau, für Tal, Rinne oder Fluss, zurück. Der Fluss gab der Stadt Langenau ihren Namen.

## Geographie

### Quellflüsse

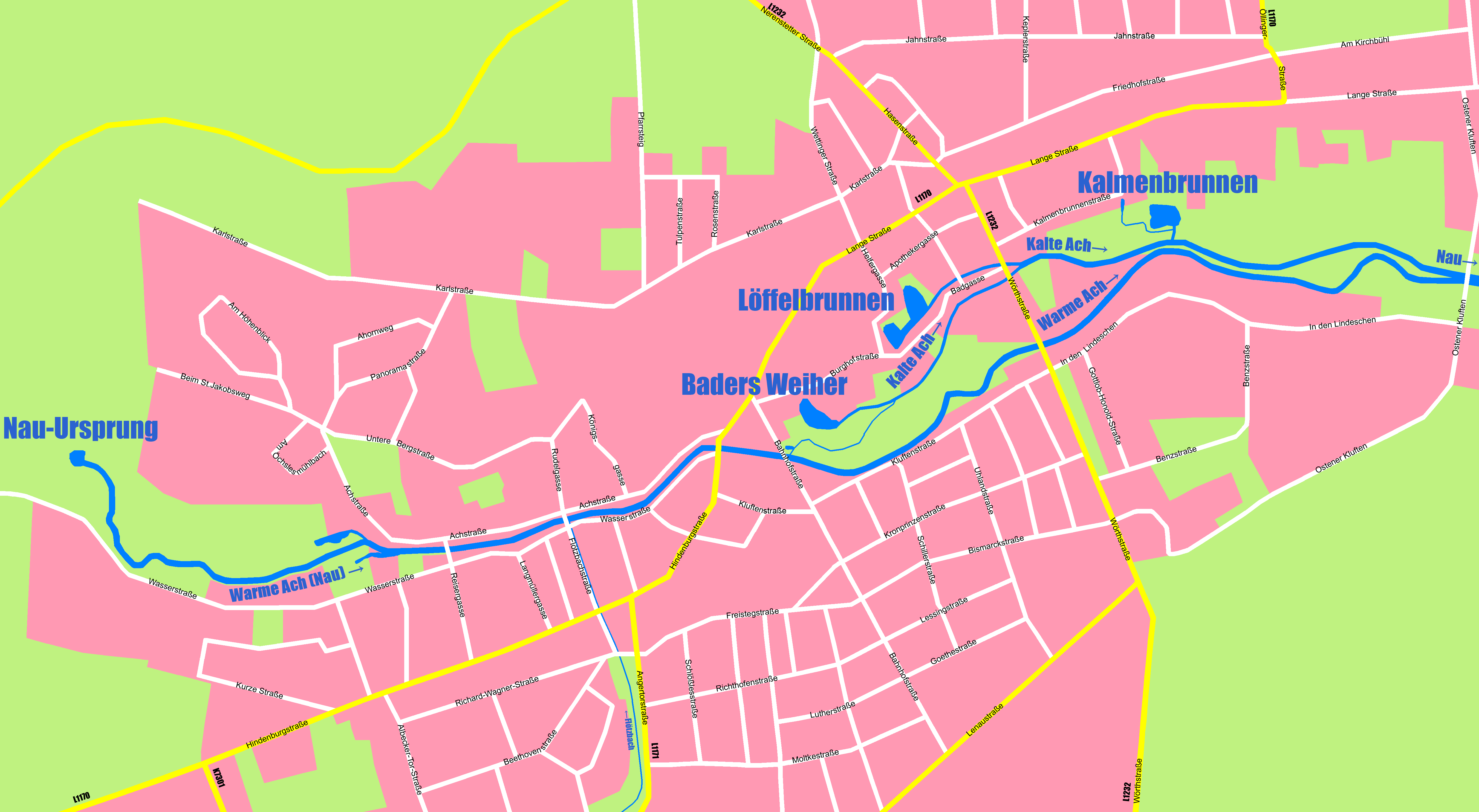
Die Nauquellen in Langenau

#### Warme Ach
Die Warme Ach (auch hier schon Nau genannt) ist der etwa 3 km lange Hauptquellfluss der Nau. Sie entspringt dem Nau-Ursprung am Westrand von Langenau. Weniger als hundert Meter nach der Quelle fließt ihr von Westen her der Rohngraben zu, dessen Zuflussrichtung sie annimmt. An der ehemaligen Öchslesmühle wird sie von weiteren Quellen verstärkt. Danach durchquert die Warme Ach die Stadt von West nach Ost. Im Stadtgebiet mündet etwa einen Kilometer abwärts des Nau-Ursprungs der von Hörvelsingen aus Westsüdwesten herabfließende, über 8 km lange Flötzbach. Nach der Bahnhofstraße teilt sich die Warme Ach auf. Die Flussinsel trägt den Namen Wörth. Auf ihr befindet sich der gleichnamige Stadtpark. Der aus der Teilung hervorgehende linke Arm führt deutlich weniger Wasser. Er wird der wenig nördlich des linken Ufers entspringenden Kalten Ach, kurz nach deren Quelle zugeführt. Der rechte Flussarm nähert sich erst wieder am Kappenzipfel der Kalten Ach. Beide Quellflüsse verlaufen von dort für etwa 700 m parallel und vereinigen sich an den Ostener Kuften zur Nau (Lage).

##### Nau-Ursprung

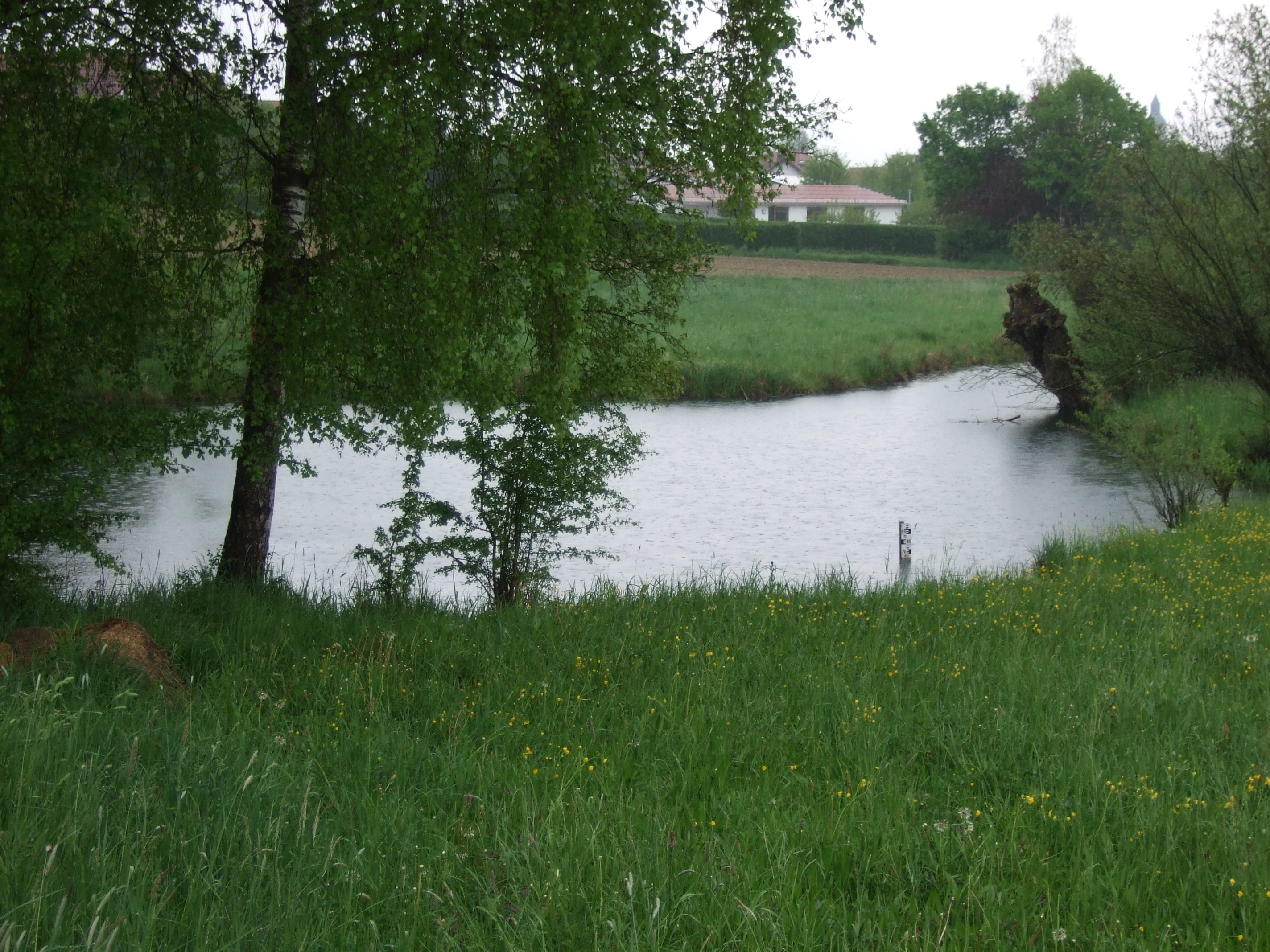
Der Nau-Ursprung

Der Nau-Ursprung liegt im Nordwesten von Langenau direkt neben einem Wanderheim. Es ist eine Karstquelle, die im Mittelwert etwa 230 Liter pro Sekunde schüttet. Die Quelle liegt in einem ehemaligen Steinbruch, von dem heute jedoch nichts mehr zu sehen ist. Die Mulde ist jetzt vollständig mit Quellwasser gefüllt. Das Wasser der Quelle entstammt zu einem Großteil der Lone, die bei Bernstadt teilweise im Untergrund versickert und im Nau-Ursprung sowie in einigen benachbarten Quellen wieder ans Tageslicht tritt. Dem Nau-Ursprung entfließt die Nau, die dort auch Warme Ach genannt wird.

#### Kalte Ach

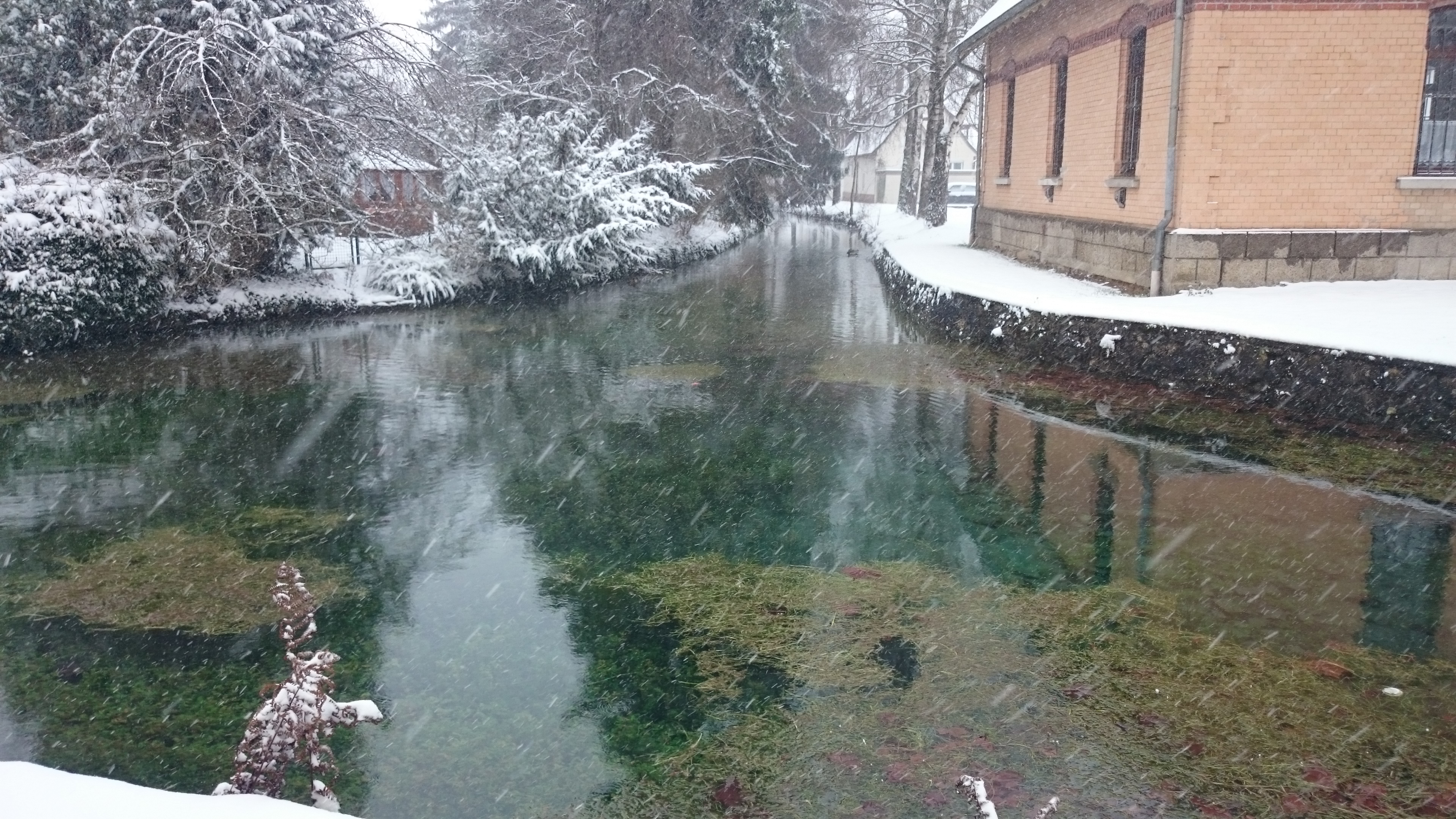
Der Löffelbrunnen

Die etwa 1,4 km lange Kalte Ach ist der linke, kürzere Quellfluss der Nau. Sie entspringt den Karstquellen Baders Weiher, auch Bunzenmüllersweiher genannt, und dem Löffelbrunnen in Langenau. Kurz nach dem Baders Weiher wird ihr ein kleiner Teilarm der südlich verlaufenden Warmen Ach zugeführt. An der Wörthstraße vereinigt sich dieser Quellast mit dem aus dem Löffelbrunnen. Bis 1960 wurde das Wasser dieser Quelle in die Trinkwasserversorgung Langenaus eingespeist. Das dort stehende sogenannte „Pumphäusle“ erinnert an diese historische Zeit. Etwas weiter östlich wird die Kalte Ach vom Kalmenbrunnen verstärkt.

### Verlauf
Nach dem Zusammenfluss der Quellflüsse fließt die Nau in südliche Richtung. Sie durchläuft das Donauried und vereint sich kurz vor der Sixenmühle mit dem Schammenbach. Von dort fließt die Nau weiter nach Südosten, überquert die Landesgrenze nach Bayern und erreicht den Ort Riedheim. An dessen östlichem Ortsrand mündet ihr von links der Schwarzgraben zu. Er entspringt östlich von Langenau dem Karstquelltrichter Grimmensee. Die Nau verläuft weiter nach Osten in den Günzburger Donauwald, wo sie schließlich gegenüber der Günzmündung in die Donau fließt.

## Nebenflüsse

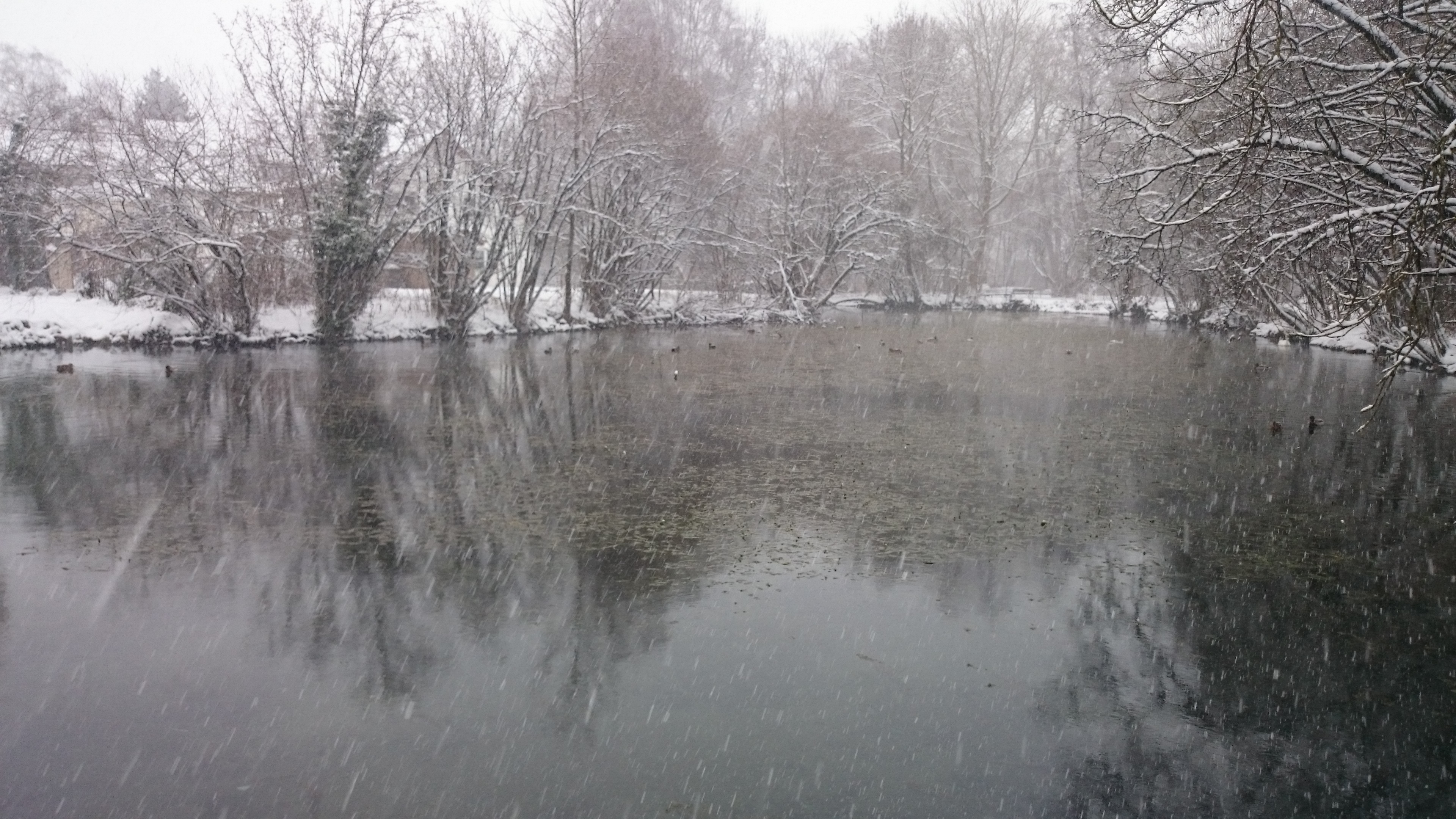
Baders Weiher (Bunzenmüllersweiher)

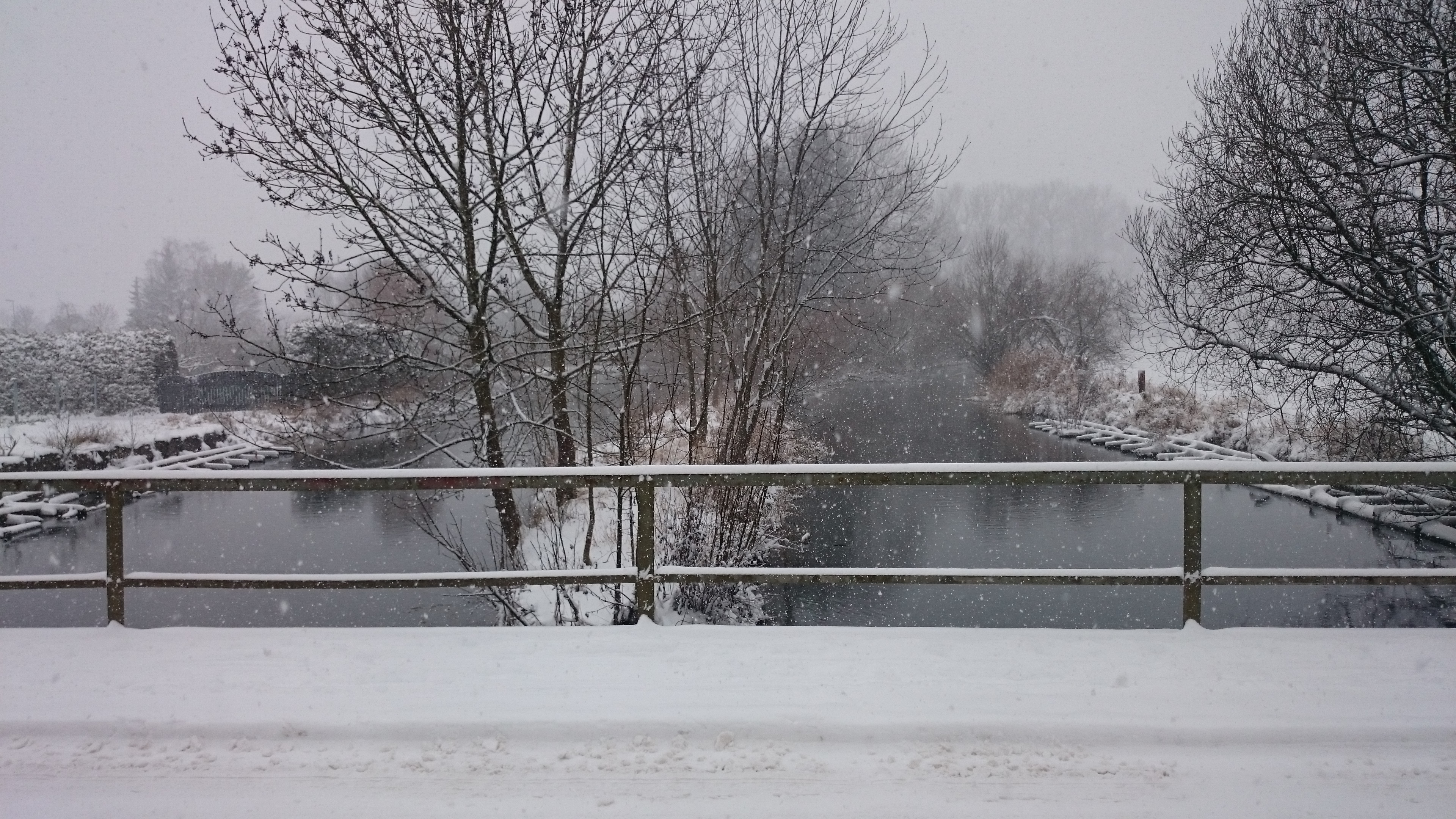
Zusammenfluss von Warmer (links) und Kalter Ach (rechts) östlich von Langenau

- linker Nebenfluss
  - Kalte Ach
    - Simontalgraben

  - Schwarzgraben

- rechter Nebenfluss
  - Rohngraben
  - Flötzbach
  - Schammenbach
    - Weiherbach
    - Sulzbach

  - Deißenbach

## Geschichte
Das Gebiet wurde seit der Jungsteinzeit besiedelt. Etwa im 4. Jahrhundert entstanden erste Siedlungen der Alamannen an der Nau. Die vielen Mühlen an der Nau wurden für die Leinenweberei und zur Mahlung des Korns gebaut. Während des 18. Jahrhunderts wurden die Gebiete um die Nau als Viehweiden, für die Streugewinnung und für den Torfabbau genutzt. Heute gibt es neben den Jungviehweiden auch Felder mit Nutzpflanzen. Der Torfabbau wurde eingestellt.

### Mühlen an der Nau

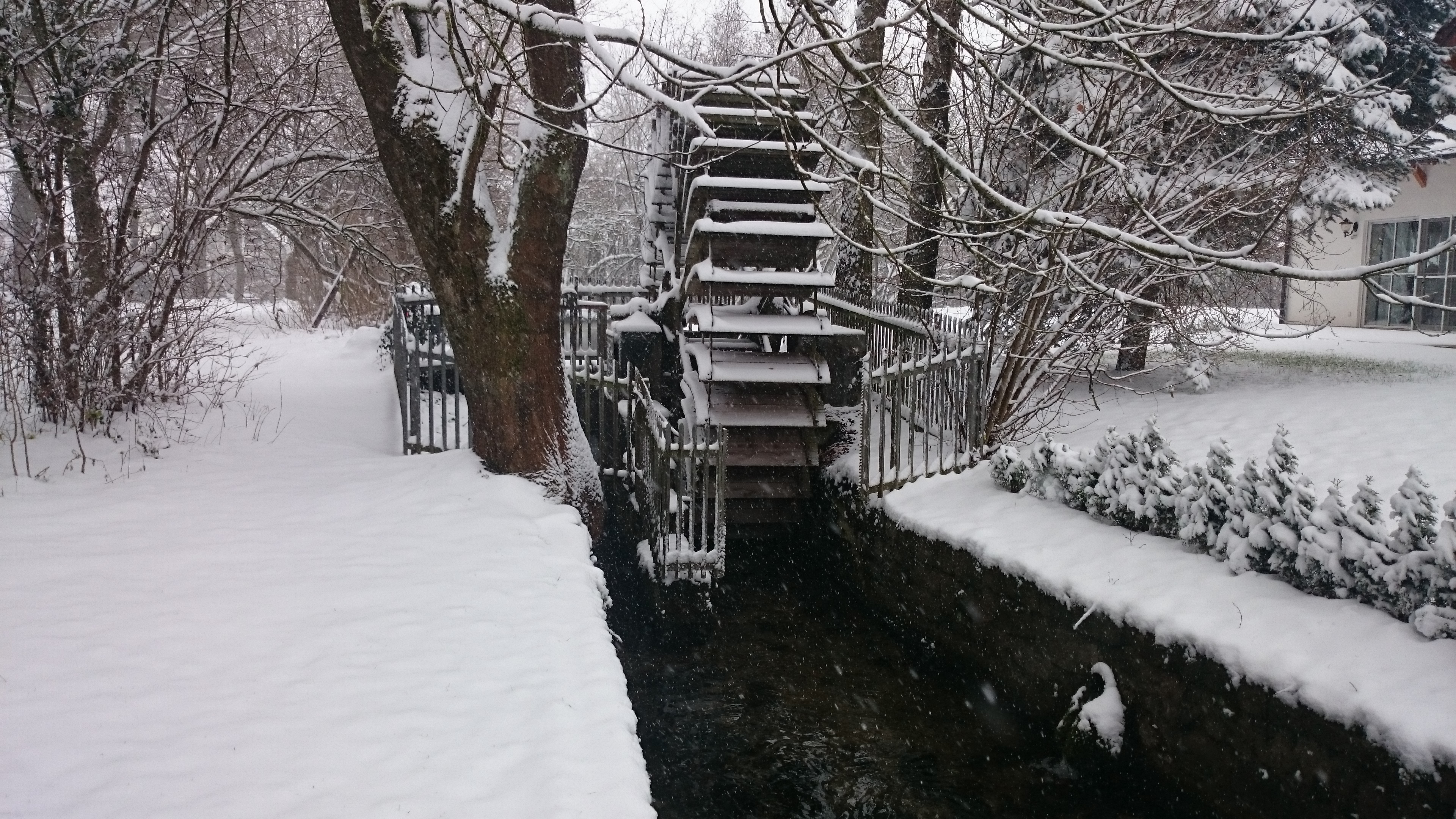
Das Mühlrad an der Kalten Ach erinnert an die ehemalige Bunzenmühle

An der Nau gibt es einige alte Mühlen, die teilweise auch unter Denkmalschutz stehen:
- Obere Mühle
- Öchslesmühle
- Langmühle
- Bunzenmühle
- Bauernmühle
- Urismühle
- Beinesenmühle
- Ostermühle
- Mussismühle
- Sixenmühle
- Seemühle

Die einzige noch aktive Wassermühle ist die Ostermühle, die sich auf Dinkelprodukte spezialisiert hat.

## Bildergalerie

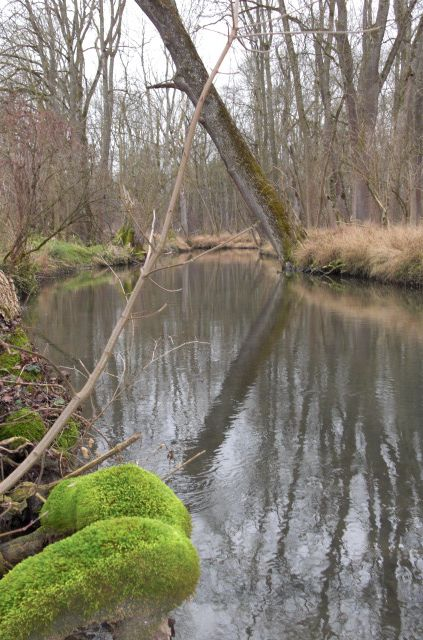
Die Nau bei Leipheim
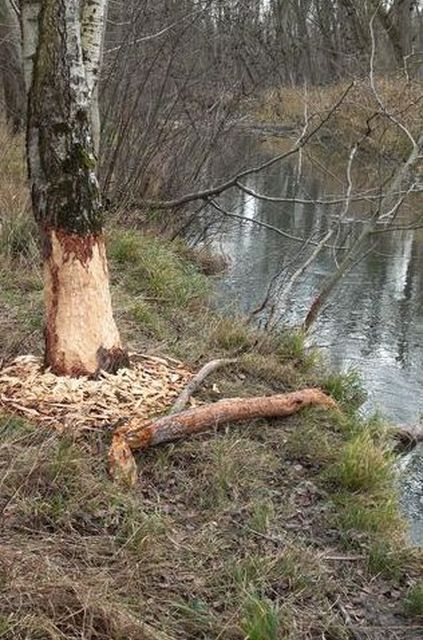
Biberspuren am Ufer der Nau
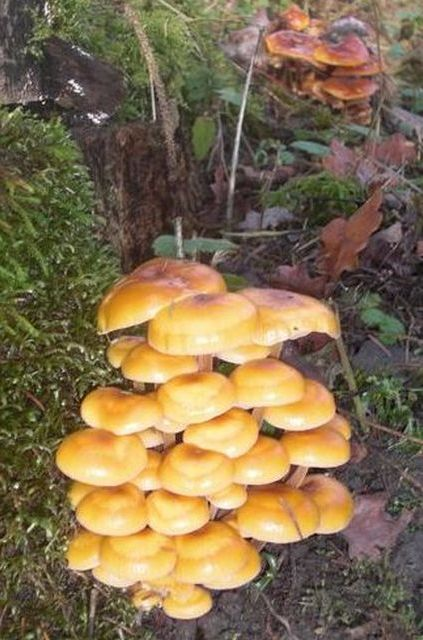
Pilze am Ufer der Nau